# Karl Erik Nazarov
Karl Erik Nazarov (* 17. März 1999 als Karl Erik Laanet) ist ein estnischer Leichtathlet, der sich auf den Sprint und den Hürdenlauf spezialisiert hat. Er ist der Neffe des ehemaligen Zehnkämpfers Andrei Nazarov.

## Sportliche Laufbahn
Erste internationale Erfahrungen sammelte Karl Erik Nazarov im Jahr 2018, als er bei den U20-Weltmeisterschaften in Tampere im 400-Meter-Hürdenlauf mit 52,80 s in der ersten Runde ausschied. Im Jahr darauf schied er dann bei den U23-Europameisterschaften im schwedischen Gävle mit 52,14 s ebenfalls im Vorlauf aus. 2021 startete er im 60-Meter-Lauf bei den Halleneuropameisterschaften in Toruń und verbesserte dort im Halbfinale seinen eigenen Landesrekord auf 6,62 s und belegte dann mit 6,67 s den siebten Platz im Finale. Zudem stellte er kurz zuvor in Tallinn mit 7,74 s auch einen Hallenrekord über 60 m Hürden auf und verbesserte damit die alte Bestmarke von Tarmo Jallai aus dem Jahr 2006 um zwei Hundertstelsekunden. Im Jahr darauf steigerte er den Landesrekord bei den Hallenweltmeisterschaften in Belgrad im Vorlauf auf 6,55 s und belegte später im Finale in 6,58 s den vierten Platz. Im August kam er bei den Europameisterschaften in München mit 10,39 s nicht über den Vorlauf über 100 Meter hinaus. 2023 schied er bei den Halleneuropameisterschaften in Istanbul mit 6,63 s im Semifinale über 60 Meter aus. Im Juni wurde er bei der 2. Liga der Team-Europameisterschaft im Rahmen der Europaspiele in Chorzów in 10,29 s Zweiter im A-Lauf über 100 Meter und gelangte über 200 Meter mit 20,94 s auf Rang vier im A-Lauf. Zudem wurde er mit der 4-mal-100-Meter-Staffel in 39,68 s Erster im B-Lauf. Im Jahr darauf kam er bei den Europameisterschaften in Rom mit 10,49 s nicht über den Vorlauf über 100 Meter hinaus.
2025 erreichte er bei den Halleneuropameisterschaften in Apeldoorn das Halbfinale über 60 Meter und schied dort mit 6,65 s aus.
In den Jahren 2019 und von 2021 bis 2024 wurde Nazarov estnischer Meister im 100-Meter-Lauf sowie 2022 auch im 200-Meter-Lauf. Von 2021 bis 2023 wurde er Hallenmeister über 60 Meter. Zudem siegte er 2020 in der 4-mal-400-Meter-Staffel in der Halle. 

## Persönliche Bestleistungen
- 100 Meter: 10,18 (+1,4 m/s), 16. Juni 2023 in Jõhvi (estnischer Rekord)
  - 60 Meter (Halle): 6,55 s, 19. März 2022 in Belgrad (estnischer Rekord)
- 200 Meter: 20,94 s (−1,0 m/s), 22. Juni 2023 in Chorzów
  - 200 Meter (Halle): 21,63 s, 16. Februar 2020 in Tallinn
- 400 m Hürden: 51,32 s, 8. Juli 2020 in Jyväskylä
  - 60 m Hürden (Halle): 7,74 s, 7. Februar 2021 in Tallinn (estnischer Rekord)